# IJzeroxiden
Met de term ijzeroxiden wordt in de voedingsindustrie (en ook algemeen in bijvoorbeeld grond) een mengsel van ijzer(II)- en ijzer(III)oxide aangeduid. Met name als additief in voedsel en medicijnen is het meestal niet belangrijk welke chemische samenstelling het oxide exact heeft. In medicijnen wordt de verbinding gebruikt om via verschillende kleuren van pillen de verschillende doseringen van de werkzame stof aan te geven. De verschillende oxiden worden door de Europese Unie toegelaten onder één nummer, E172, waarbij vervolgens verschillende vormen onderscheiden kunnen worden. Deze verschillende vormen worden in de lijst E-nummers niet met aparte (onder)nummers gespecificeerd:
- geel ijzeroxide: E172(iii)
- zwart ijzeroxide: E172(i)
- rood ijzeroxide: E172 (ii)